# Monascella botryosa
Monascella botryosa är en svampart som beskrevs av Guarro & Arx 1986. Monascella botryosa ingår i släktet Monascella och familjen Pyronemataceae.   Inga underarter finns listade i Catalogue of Life.